# صراع العروش (الموسم 1)
بدأ عَرض الموسم الأول من المسلسل الملحمي صراع العروش على قناة HBO في 17 أبريل 2011 واستمر حتى 19 يونيو من نفس العام، وكان يُعرض يومَ الأحد في التاسعة مساءً في الولايات المتحدة، وهو مكوّن من 10 حلقات كُلّ حلقة مدتها 55 دقيقة. الموسم الأول مبنيّ على الرواية الأولى من سلسلة أغنية الجليد والنار التي تحمل نفس اسم المسلسل وهي من تأليف جورج ر. ر. مارتن. وتقعُ أحداث الموسم الأول في قارّتين خياليتين هما ويستروس وإيسوس في نهاية صيف طويل جداً أمتد لعقد من الزمن، حيث يذهب كبير عائلة ستارك ليكون حامي الملك روبرت براثيون ويبحث ويحقق في مقتل ساعد الملك السابق.

## ملخص الموسم

### في المملكات السبع
في بداية القِصّة، يُنفّذ اللورد إدارد/نِد ستارك حُكم الإعدام في رجلٌ هاربٍ من حَرس الليل، وهم الحُرّاس الذين يَحرسون الجِدار الشمالي المَبني من الجليد والحجارة والسِحر فيحمونَ بذلك الممالك السبع. وفي طريق عودَتهم يَعثُر ابنُه على ستّة جِراء ذئابٍ رهيبة وهوَ الحيوان المرسوم على رايته، ثلاثةٌ من هذه الجِراء ذكور واثنين من الإناث، بالإضافة لجروٍ أبيضٍ مُختلفٍ عنهم. وعلى هذا، فإن عدد الذئاب يتفق مع عدد أولادِه، إذ أن لنِد ثلاثُة أولادٍ وابنتين وابنٌ غير شرعي، فيأخذ كُلّ واحدٍ مِنهُم جرواً. وفي تلك الليلة، تصل رسالةٌ للقلعة بأنّ يَد المِلك ومستشاره الرئيسي وصديقه اللورد جون آرن قد مات بشكلٍ مُفاجِئ وأن الملك روبرت باراثيون قادِمٌ من العاصمة إلى مدينة وينترفل حيثُ يقطن آل ستارك، وحينَ وصوله طلبَ الملك روبرت براثيون من اللورد نيد ستارك أن يُصبِح يَداً للملك خلفاً للورد جون آرين. رفضَ نِد في البداية ولكنّه قَبِل بعد علِمَ أن زوجة اللورد آرن لايسا تؤمِن بأن الملكة سرسي لانستر وعائلتها قامت بتسميم زوجها. بعدَ ذلِك بفترة، ابن اللورد ستارك الأوسط ذو العشرة أعوام بران ستارك يرى عن غير قصد الملكة سرسي وهي تزني بشقيقها التوأم جايمي لانستر، فيقوم شقيقها برمي الصَبي من أعلى البُرج. وفي ذلك الوقت، يُغادِر الملك مع اللورد ستارك وابنتيه آريا وسانزا ستارك إلى العاصمة كينجز لاندنج، بينما تبقى زوجته كاتلين مع أولادِها روب وريكون، ويدخل بران في غيبوبة.
خِلال رحلَتهم جنوباً إلى العاصمة، تتشاجر آريا مع ابن الملك جوفري باراثيون خطيب سانزا، مما يزيد التوتر بينَ آل ستارك وآل لانستر، وبين الأختين آريا وسانزا. فما حدثَ أن ذئِبَة آريا قامت بمهاجمة جوفري لحمايتها، ثُم قامت آريا بطردها لكيلا تقع الذئبة بأيدي آل لانستر، ولهذا قاموا بإعدام ذئبةِ سانزا بدلاً عنها. وفي ذلك الوقت في وينترفل، يأتي أحد القتلة المأجورين ليغتال بران، فتُدرِك الليدي كاتلين ذلك فتتوجّه من فورها إلى العاصمة لإخبار زوجها. وبعد ذلك بفترة، يستيقظ بران من غيبوبته نصف مشلول ولا يتذكّر ما حدث قبل سقوطه. وفي العاصمة كينجز لاندنج، يلتقي نِد مُستشاري الملك، بما في ذلك اللورد بيتر باليش المعروف باسم الإصبع الصغير وهو أمين الصندوق الملكي، وفارِس الخَصي وهو سيّد الهامسين -الجواسيس-. وسُرعان ما يُصبِح نِد ستارك صاحب السُلطة العُليا بينما يقضي الملك روبرت وقته في الفجور والفساد. وعندما تصل كاتلين إلى العاصمة يستضيفها اللورد باليش بسريّة تامة، وتلتقي مع زوجها، ويُخبِرهم الإصبع الصغير أن الخنجر الذي وجدوه مع المُغتال تعود ملكيته للقزم تيريون لانستر شقيق الملكة، ويُوافق باليش على مساعدة نِد في بحثه حول آل لانستر. و في أثناء عودة كاتلين إلى وينترفيل، تُصادِف القزم تيريون في أحد الحانات، فتقوم باحتجازه وتأخذه معها لقلعة أختَها لايسا؛ ويطلب القزم تيريون هناك محاكمة بالنزال، ويستعيد حُريّته بعد أن أنقذه مُرتَزقٌ يُدعى برون. وردّاً على احتجاز القزم تيريون، يقوم والده اللورد تايوين لانستر  بحشد الجيوش ويأمر جنودَه بالإغارة على أراضي تابعة لعائلة تَلي وهي أسرة كاتلين.
يكتَشف نِد ستارك خلال أبحاثِه أن أبناء المَلك ليسوا من نسله، وإنما هم أبناء سرسي من شقيقها جايمي، ويعلم أن اللورد جون آرن قد قُتِل بعد مَعرفته لذلك. فيُعطي نِد الملكة سرسي لانستر فُرصةً للهرب قبل إخبار الملك بذلك، ولكنّها تستغل هذه الفرصة لتدبيرِ حادثٍ للملك تؤدّي لوفاته في أثناء رحلة صيده. ثُم يوصي الملك بأن يعين اللورد نِد ستارك وصيّاً شرعياً على العرش، ويستعين باللورد باليش لتأمين الحماية والجنود لكشفِ آل لانستر وإبطال محاولات الأمير جوفري أن يأخذ العرش. ولكن يخونُ اللورد باليش نِد، مما يؤدّي لسجنِ نِد ومقتَل جنودِه واعتقال سانزا لدى آل لانستر وهرب آريا. ثُم يُعيّن جوفري مَلِكاً على الممالك السَبع. ويوافق نِد على الاعتراف بخيانته المزعومة لينضمّ لحرس الليل مُقابِل سلامة سانزا، ولكن جوفري يأمُر بقطع رأسه.
وفي خِضمّ تلك الأحداث، يقوم روب ستارك ابن نِد الأكبر بحشد الجيوش والتحالفات ردّاً على اعتقال والِده. وحينَ علم بقتل والده يُحاول الحصول على مزيدٍ من الدعم من جدّه لأمّه اللورد هوستر تَلي، وللوصول لـِ آل تَلي كان لزاماً عليه التحالُف مع آل فراي لعبور التوأمتان. وينتصر روب على جيش جايمي لانستر مما يؤدّي لانسحاب تايوين لحدود أراضي آل تَلي الجنوبيّة، ويُرسِل ابنه القَزم تيريون للعاصمة لإبقاء الملك جوفري تحت السيطرة. في حين أنّ روب ستارك لُقّب ليكون ملكاً للشمال بعد أن رفض التحالف مع رنلي وستانِس باراثيون.

### في الشَرق
في مدينة بنتوس في قارّة إسوس الشرقيّة، ابن الملك المجنون الذي قتله الملك روبرت باراثيون خلال الثورة والذي يُدعى فسيرس تارجاريَن يقوم بعقدِ صفقة مع كال دروجو وهو سيّد الدوثراكي الرحّالة، يقوم بعقدِ صفقةٍ معه لتزويج أخته دنيرس له مُقابِل استخدام جيش دروجو لإسقاط ملك آل باراثيون واستعادة العرش الحديدي. وخِلال حفل زفافِها، يقوم التاجر الغني إليريو بإهداء دنيرس ثلاث بيضات تنانين مُتحجّرة مُنذ زمانٍ قديم. كما ينضمّ إليهم في ترحالِهم الفارس المَنفي من ويستروس جورا مورمنت. تَشعُر دنيرس بالخوف بدايةً من زوجِها الضخم، ولكنّها مع مرور الوقت تُصبِح أميرة على الدوثراكي. ويُظهر دروجو لفسيرس أنه غير متحمس لغَزو الممالك السبع، فيغضب فسيرس ويُعامل شقيقته بقسوة، فيقوم دروجو بقتله وذلك بصب الذهب المذاب فوق رأسه .
ثم يأتي مرسولٌ من الملك ويُحاول أن يسم دنيرس وطفلها الذي في بطنها، ويكتشفون أمره فيغضب دروجو ويَعِد دنيرس بغزو الممالك السبع والاستيلاء على العرش. وخِلالَ إغارة الدوثراكي على أحد الشعوب، يُصاب دروجو بِجرحٍ خطير، وبرغم رفض الدوثراكي تأمُر دنيرس إحدى المُعالِجات العشبيّات بمعالجة دروجو، ولكنّها لا تنجح في ذلك ويموت دروجو مُتأثراً بجراحه. يُغادِر مُعظم الدوثراكي ويتبعوا قائداً جديداً، وتقوم دنيرس بإعداد محرقةٍ لإحراق جُثمان زوجها. وفي أوجِ اشتعال النار، تدخُل دنيرس إلى النار مع بيض التنانين، وتخرُج منها دون أن يمسّها ضرر برفقة ثلاثِ تنانين يرضعونَ من ثدييها.

### في الجِدار
مقدمة الرواية تبدأ بالتعريف بالجِدار، وهوَ حاجِزٌ كبيرٌ مبنيٌّ من الحِجارة والجليد والسِحر ويرتفع آلاف الأقدام. فائدته تكمن بحمايَة الممالك السبعة مما وراء الجدار. يُدار هذا الجِدار تحت ما يُعرف بـ حرس الليل، وهم مجموعة من المُحاربين أدّوا قَسم الحِراسة الذي يُجرّدهم من ألقابِهم ومِلكيّاتهم، ولا يسمح لهم بالزواج والإنجاب مدى الحياة. تكمن المَخاطر وراء الجدار بالهَمج والوحوش والعمالقة و«الآخرين».
ابن نِد ستارك النَغل الذي يُدعى جون سنو، يذهب ليُصبِح من حرس الليل برفقة عمّه بنجن ستارك. يتعّرف جون سنو هُناك على أُناسٍ من مُختلف أنحاء العالم من ضمنهم شابٌ يُدعى سام تارلي ويُصبِح صديقه المُقرّب، وبعدَ أن أقسم جون سنو ود أن يوضَع مع الجوّالين مثلَ عمّه، ولكن بدلاً من ذلك يتم اختياره ليكون مُرافِقاً خاصّة لقائد الحَرس جيور مورمنت. ويُذكر أنّ بنجن ستارك يذهب مع فرقةٍ صغيرة وراء الجدار، ولكنّه لا يعود. وبعد ستّة شهور يعثُر الحُرّاس على جُثتين تعود لأحد الحُرّاس الذين ذهبوا مع بنجن، تُجلَب الجُثتان إلى القلعة السوداء، وفي المساء تتحركان وتقومان بمهاجمة الحَرس، فيقوم جون سنو هو وذئبُه بالقضاء عليها. عندما سَمِع جون بخبر تَحرّك أخيه للحرب، حاول التهرّب من حرس الليل لينضمّ لجيشِ أخيه ضِد آل لانستر، ولكن أخوته الحَرس منعوه من ذلك، فبقي جون في الجدار، وما زالت عمليّات البحث عن عمّه بنجن مُستمرّة.

## الإنتاج
ديفيد بينيوف ودانيال وايز هما أول من فكّرا بتحويل سلسلة الروايات وتكييفها لمسلسل تلفزيوني، ويعملان معاً على كتابة الحلقات؛ حيث إنهما كتبا ثمانية حلقات من الموسم الأول وشارك بريان كوغمان في كتابة الحلقة الرابعة، بالإضافة إلى أن مؤلف الروايات جورج مارتن يقوم بكتابة حلقة من كُلّ موسم، وقد كَتب الحلقة الثامنة من هذا الموسم.
بدأ تطوير المسلسل في يناير 2007. حيث وظفت HBO بعد أن حصلت على الحقوق التلفزيونية للروايات كل من بينيوف ووايز كمؤلفين ومنتجين منفذين للسلسلة التي من المفترض أن تُغطي رواية من السلسلة في كل موسم. في البداية كان الاثنان سيكتبان كل الحلقات ماعدا واحدة يكتبها مارتن الذي انضم إليهم كمنتج تنفيذي. لاحقاً، انضم لطاقم العمل كل من جاين إيبنسون وبراين كوغمان ليكتبا حلقة واحدة من الموسم الأول كذلك.
قُدّمت أول مسودتين لسيناريو الحلقة التجريبية في أغسطس 2007 وينويو 2008 وكتبها كل من بينيوف ووايز. وقد نالت الحلقتين استحسان القناة. ولم تُعرض الحلقة التجريبية حتى نوفمبر 2008. وبسبب إضراب نقابة الكُتاب الأمريكية في 2007 تأخر إنتاج المسلسل حتى 2011.

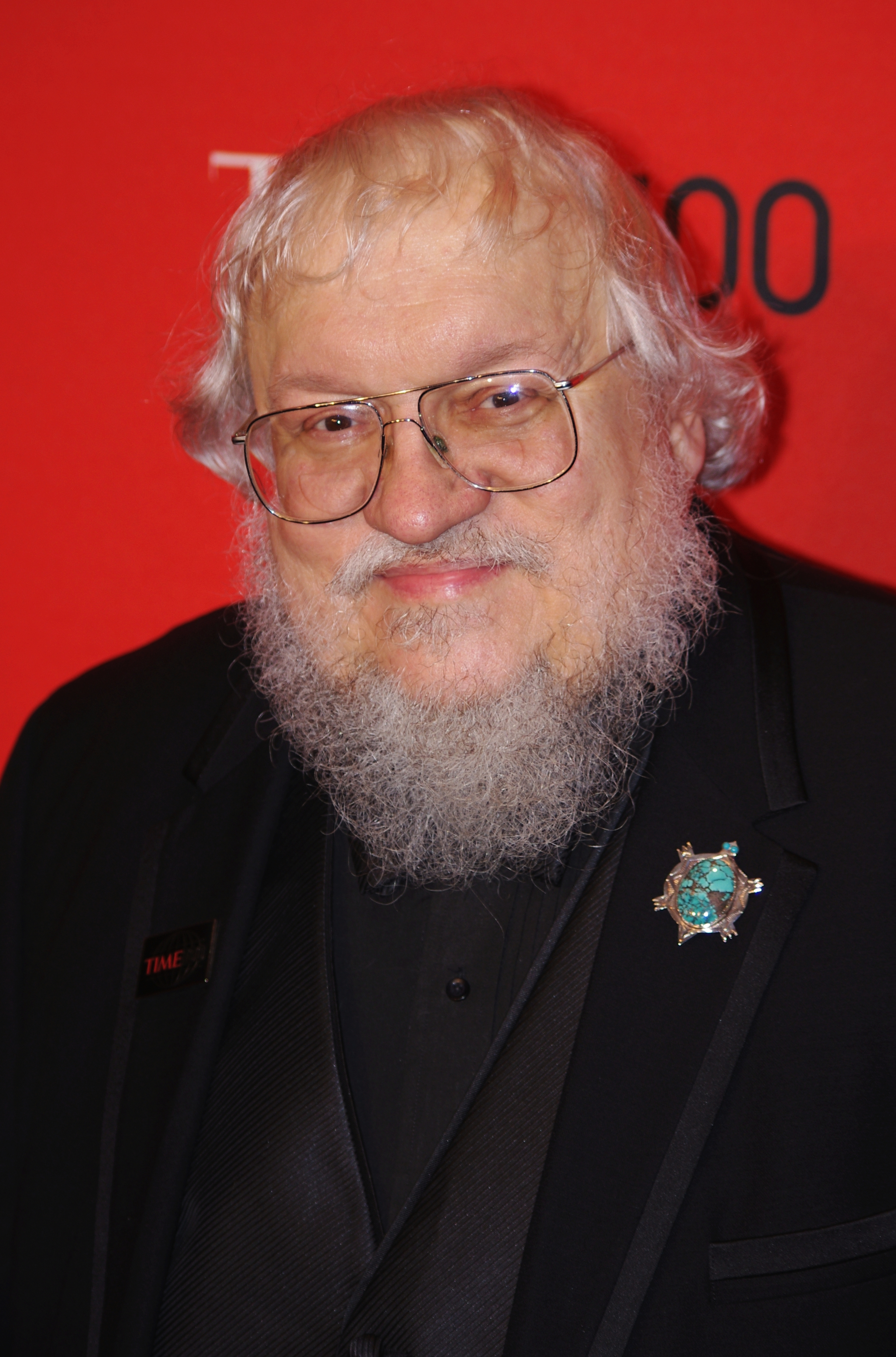
جورج آر. آر مارتن مؤلف سلسلة روايات أغنية من ثلج ونار كما أنه يكتب حلقة واحدة من كل موسم ويعمل كمنتج تنفيذي في المسلسل.

كلّفت الحلقة التجريبية القناة ما بين 5 إلى 10 ملايين دولار أمريكي. والميزانية الإجمالية للموسم الأول قُدرت بين 50 و60 مليون دولار. في الموسم الثاني، زادت ميزانية المسلسل بنسبة 15% من أجل تحمل كلفة المعارك بين الممالك والحروب الأهلية الدائرة في هذا الموسم.

### اختيار الممثلين
أعلن بيتر دنكليج في 5 مايو 2009 عن توقيعه عقداً لأداء دور تايرون لانستر  وفي 19 يوليو 2009 تم الإعلان عن مجموعة ممثلين مُشاركون في المسلسل من ضمنهم شون بين بشخصية نيد ستارك مؤكِداً بذلك شائعات تمحورت حوله قبل أيام من الإعلان. ثم تتابع بعد ذلك إعلان قائمة الممثلين المشاركين. في بداية أغسطس 2009 أُعلن بأن جينيفر إيل من ستؤدي دور كاتلين ستارك ولكن بعد عرض الحلقة الجريبية استبدلوها بـميشيل فيرلي. كما تم استبدال تامزن مارشنت التي كان من المفترض أن تؤدي دور دينيريس تايغارين تم استبدالها بـإميليا كلارك.

### التصوير
مُعظم المشاهد صُورت في أيرلندا وأيرلندا الشمالية والأماكن الحدودية بينها، وكان من المقرر أن يبدأ التصوير الرئيسي في 26 يوليو 2010. والموقع الرئيسي لتصوير المشاهد الداخلية هي استيديوهات باينت هول في بلفاست. وقد تم تصوير بعض المشاهد في قلعة وارد Castle Ward وأخرى في قلعة دون Doune Castle في اسكتلندا، التي صُورت على أنها قلعة وينترفيل في الحلقة التجريبية في 2009. وشمل التصوير كذلك عدّة مواقع أخرى إضافية كُلها في أيرلندا الشمالية. وكان من المقرر تصوير المسلسل بالكامل في اسكتلندا ولكنهم اختاروا في نهاية المطاف أيرلندا الشمالية لتوفر الكثير من الأماكن للتصوير فيها. كما تم تصوير المشاهد الجنوبية كينغ لاندينغ في مالطا، وتم تصويرها في الحلقة التجريبية في المغرب.وصورت مشاهد كينغ لاندينغ في مدينة المدينة المالطية وصورت بعضها في حصن فورت مانويل. كما صُور زفاف قبيلة الدوثروكي في جزيرة غودش عند صخور أزور ويندو.

## طاقم العمل

### شخصيات رئيسية

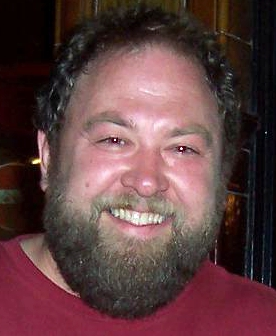
مارك آدي
روبرت براثيون

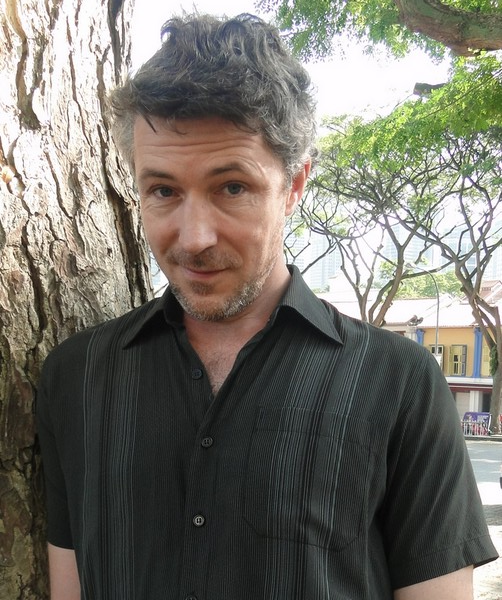
إيدن غلين
لورد باليش

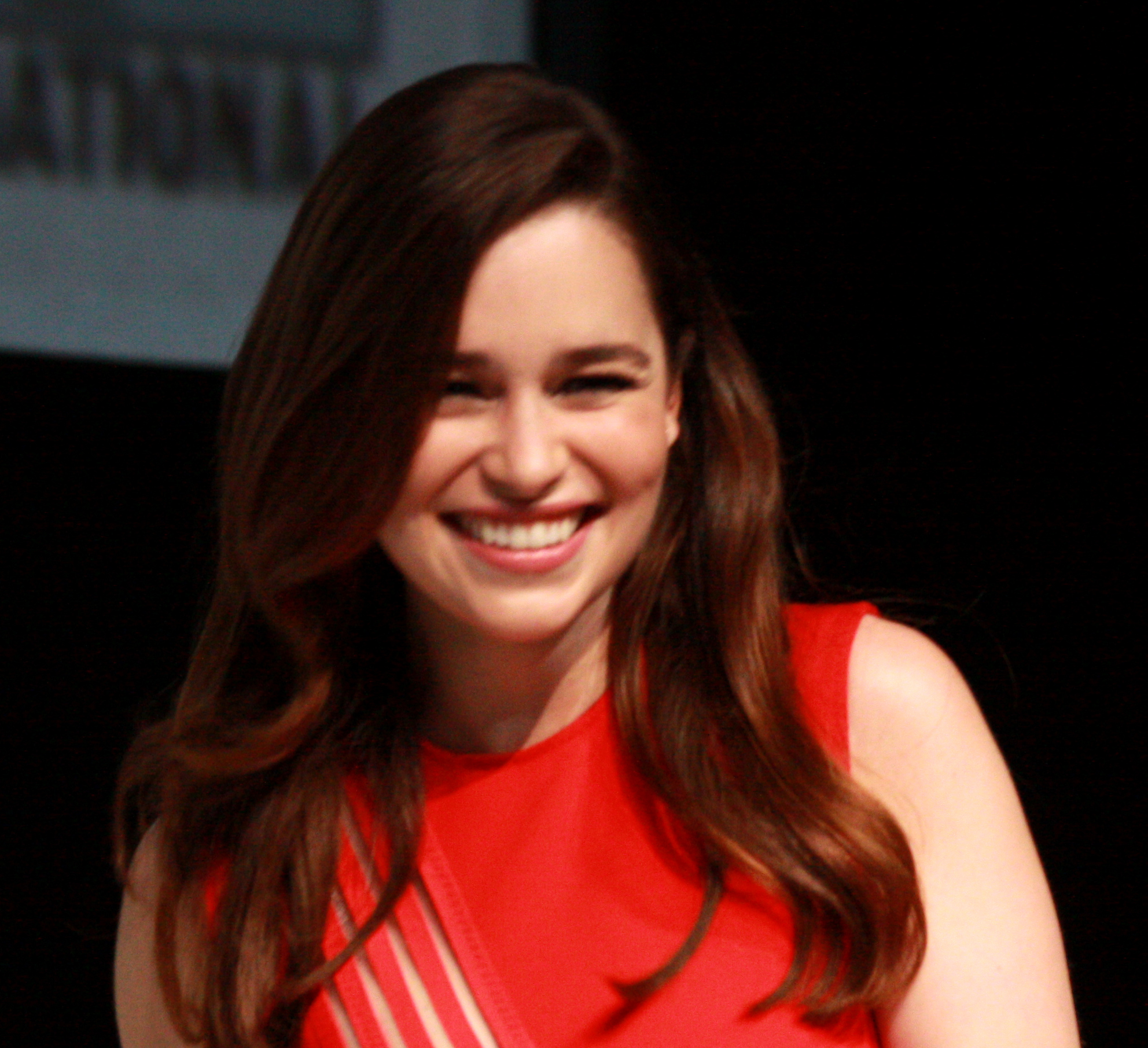
إميليا كلارك
دينريس تاغاريان

- بيتر دنكليج بدور تايرون لانستر (10 حلقات).
- جاك غليسون بدور جوفري براثيون (10 حلقات).
- لينا هيدي بدور الملكة سيرسي لانستر (10 حلقات).
- نيكولاي والداو بدور جيمي لانستر (8 حلقات).
- مارك آدي بدور الملك روبرت براثيون (7 حلقات).
- إيدن غلين بدور لورد باليش/ ليتل فينغر/ الخنصر (8 حلقات).
- روي ماكان بدور ساندور كليغن/ الكلب (8 حلقات).
- شون بين بدور اللورد إدارد/ نيد ستارك (9 حلقات).
- ميشيل فيرلي بدور السيدة كاتلين ستارك (9 حلقات).
- صوفي تارنر بدور سانسا ستارك (9 حلقات).
- مايسي ويليامز بدور أريا ستارك (9 حلقات).
- ريتشارد مادن بدور روب ستارك (8 حلقات).
- كيت هارينغتون بدور جون سنو (8 حلقات).
- ألفي آلن بدور ثيون جريجوي (9 حلقات).
- ايزاك هيمبستيد رايت بدور بران ستارك (8 حلقات).
- إميليا كلارك بدور الأميرة دينريس تارغاريان (9 حلقات).
- إيان غلين بدور جوراه مورمنت (9 حلقات).
- هاري لويد بدور فايسرس تارغاريان (5 حلقات).
- جايسون موموا بدور كال دروغو (9 حلقات).

## الحلقات
| ر. الإجمالي | ر. في الموسم | العنوان                        | المخرج         | الكاتب                                     | تاريخ العرض الأصلي | عدد المشاهدات (بالمليون) |
| --- | ------------ | ------------------------------ | -------------- | ------------------------------------------ | ------------------ | ------------------------ |
| 1 | 1            | «الشتاء قادم»                  | تيم فان باتن   | ديفيد بينيوف، ودي. بي. وايس                | 17 أبريل 2011      | 2.22                     |
| (روبرت براثيون) ملك الممالك السبعة في "ويستروس"، يسافر هو وعائلته للشمال للالتقاء بصديقه القديم (نيد ستارك) وليجعله وأسرته هم الولاة على منطقة الشمال وما خلف الجدار المُسماة بـ"وينترفيل" وليقدم له عرضاً لا يمكن رفضه؛ ثم يتفق معه على أن يكون (نيد) ساعد الملك -وهو أقرب المقربين من الملك ومستشاره الرئيسي وحارسه الشخصي- ويسافر معه إلى العاصمة "كينغ لاندينغ" ويصطحب معه ابنته (سانسا) لتتزوج من ابن الملك المدعو بـ(جوفري). في الجهة الأخرى من العالم وفي القارة الشرقية "إيسوس"، يعقد ابن الملك المخلوع (فايسرس تارغاريان) حلفاً مع قبيلة الـ(دوثروكي) الهمجية وذلك بالاتفاق مع قائدهم بالزواج من أخته الصغرى (دينريس تارغاريان) ليجمع بذلك جيش الـ(دوثروكي) تحت رايته وإعادة العرش الحديدي المسلوب منه بعد مقتل والده ظناً بأنه هو الملك الشرعي للبلاد. بالعودة إلى "وينترفيل"، ابن (نيد) المُسمى بـ(بران) يحب التسلق والاستكشاف، فيتسلق بُرجاً في القلعة ليُشاهد زوجة الملك المُسماة بـ(سيرسي) في علاقة حميمية مع أخيها الشقيق المدعو بـ(جايمي)، فينتبهان له فيقوم (جايمي) بدفعه ليسقط على الأرض. |              |                                |                |                                            |                    |                          |
| 2 | 2            | «طريق الملوك»                  | تيم فان باتن   | ديفيد بينيوف، ودي. بي. وايس                | 24 أبريل 2011      | 2.20                     |
| يسقط (بران) فاقداً للوعي مصيره في شك، في حين أن (بران) ما زال فاقداً للوعي في رعاية والدته، وأثناء ذلك يقوم عميل لعائلة (لانستر) بالتسلل إلى غرفته لقتله خوفاً من استيقاظه وإخبار الجميع بما شاهد إلا أن ذئب (بران) يقوم بحمايته، تُخبر والدته عائلتها أن آل (لانستر) هم من يحاولون قتله بعد اكتشافها دليلاً على ذلك. (نيد ستارك) وبعد أن قبل أن يكون ساعد الملك، غادر موطنه برفقة ابنتيه (سانسا) و(آريا ستارك). في ذاك الوقت، (جون سنو) -وهو ابن زنا لـ(نيد)- يذهب لينضم لأخويّة الحرس الليلي الشمالي، وهم حُماة الجدار الذي يحمون جنوب القارة من هجمات الهمجيين وهجمات المخلوقات الأخرى. يقرر أيضاً (تيريون لانستر) وهو القزم الشقيق لكل من (سيرسي) و(جايمي) يقرر الذهاب للجدار أيضاً ليطمأن على أمور الحرس الليلي. أما (دينريس تارغاريان) فكان كل همّها هي كيفية إرضاء زوجها الجديد (كال دورغو) امتثالاً لأمر أخيها بذلك. أما ما كان من أمر آل (ستارك)، فعند وصولهم إلى العاصمة تعرفت (آريا) على فتى وبدأت تلهو معه، وعندما وجدهم الأمير (جوفري) على هذه الحال قام بإهانته ومواجهة (آريا)، فقام ذئب (آريا) بالدفاع عنها وذلك بالهجوم على (جوفري)، مما أشعل نار العداوة بين العائلتين؛ ولكن ترضخ (آريا) لأوامر الملك وهي أن يتم إعدام الذئب. وفي نهاية الحلقة، يستيقظ (بران) من غيبوبته. |              |                                |                |                                            |                    |                          |
| 3 | 3            | «لورد سنو»                     | براين كيرك     | ديفيد بينيوف، ودي. بي. وايس                | 1 مايو 2011        | 2.44                     |
| ينضم (نيد) لأعضاء مجلس الملك الصغير ويتعرف عليهم في "كينغ لاندينغ" ويعرف مدى سوء حاشية الملك، تقرر (كاتلين) السفر للجنوب لتحذير زوجها من آل (لانستر) وهناك تُقابل صديقاً قديماً وهو في ذات الوقت أحد أعضاء المجلس يُدعى بـ(اللورد باليش) ويُلقب أيضاً بـ(الخنصر/ليتل فينغر). حيث يُنادي لها زوجها وتنبئه بالخبر وتعود لموطنها. بعد استيقاظ (بران) يعلم أنه لن يستطيع السير مُجدداً، وعندما سأله أخوه الأكبر (روب ستارك) أجابه أن قدمه زُلّت فسقط. م أما في الشمال عند الجدار، فقد وصل (جون) وبدأ يُكافح ليتأقلم مع حياته الجديدة، وكان هو أفضل المُبارزين مما ولّد بعض الغيرة في نفوس الرجال الآخرين. يصل (تيريون) إلى الجدار الشمالي أيضاً، ويلتقي بـ(اللورد مورمونت) وهو قائد الحرس الليلي، فيطلب منه أن يسأل الملك ان يرسل مزيداً من الحُرّاس إذ أن القبائل الهمجية خلف الجدار تحتشد للهجوم عليهم. في الجهة الأخرى من العالم، تظهر علامات الحمل على (دينريس) مما يزيد سيطرتها على القبيلة، عندما حاول أخوها ضربها قام أحد أفراد القبيلة بمعاقبته وأنزله من على فرسه وأمره بالسير على قدميه، وبدأوا بدعوتها بـ(كاليسي) والتي تعني "القائد" في لغة "الدوثروكي". تنتهي الحلقة في "كينغ لاندينغ" حيث يحضر (نيد) لابنته (آريا) مُدرّباً ليعلمها القتال بالسيف.                                         |              |                                |                |                                            |                    |                          |
| 4 | 4            | «مقعدون، ولقطاء، وأشياء محطمة» | براين كيرك     | بريان كوغمان                               | 8 مايو 2011        | 2.45                     |
| يعود (تيريون) إلى "وينترفيل" ويدرك ما حصل لـ(بران) ويسمعه بعض الكلام الذي يعيد الأمل له. في العاصمة، يقوم (نيد) بالبحث عن أدلة وتحرياتٍ عن الموت المفاجئ لـ(جون آرين) -ساعد الملك السابق-، وأثناء بحثه بعثر على ابن غير شرعي للملك (روبرت) يعمل في الحدادة. أما في الحرس الليلي، ينضم عضو جديد للمجموعة يدعى (سام تارلي) ولكنه يلقى الإساءة منهم، فيقوم (جون سنو) بحمايته. وفي القارة الشرقية، يغضب (فايسرس) أشد الغضب من أخته بعد أن صارت هي القائدة ويتلقى أوامر منها. (كاتلين) وهي في طريقها إلى "وينترفيل" تلتقي صدفة في إحدى الحانات بـ(تيريون) أثناء عودته للعاصمة، فتجمع (كاتلين) حلفائها وتخبرهم أن هذه العائلة حاولت قتل ولدها (بران) وما جزاء القتل إلا بالقتل، فيرفع جميع من بالحانة سيوفهم لقتله. |              |                                |                |                                            |                    |                          |
| 5 | 5            | «الذئب والأسد»                 | براين كيرك     | ديفيد بينيوف، ودي. بي. وايس                | 15 مايو 2011       | 2.58                     |
| يرفض (نيد) خطة (روبرت) لاغتيال (فايسرس) و(دينريس تارغاريان) بعد أن أنبأه جواسيسه أنهم يجمعون جيشاً للهجوم على المملكة، ويستقيل (نيد) من كونه ساعد الملك نتيجة لذلك. تصل (كاتلين) برفقة سجينها (تيريون) إلى قلعة شقيقتها (ليزا) في مدينة "إيري" ويُسجن هناك. تصل أنباء القبض على (تيريون) إلى العاصمة، فيذهب (جايمي) لاستجواب (نيد)؛ ويقوم بمبارزته رجلاً لرجل إلا أن أحد الجنود يطعن (نيد) في ساقه. ثم يذهب (جايمي) إلى "إيري" لإنقاذ شقيقه. |              |                                |                |                                            |                    |                          |
| 6 | 6            | «تاج ذهبي»                     | دانيال ميناهان | ديفيد بينيوف، ودي. بي. وايس، وجين إسبينسون | 22 مايو 2011       | 2.44                     |
| أثناء ركوب (بران) حصانه ذو السرج المصمم خصيصاً له، يُختطف من قبل مجموعة من الهمج القادمين من وراء الجدار، إلا أن (روب) و(ثيون) ينقذونه. يجلس (نيد) على العرش الحديدي أثناء غياب الملك في رحلة صيد ويقوم بمهمته على أكمل وجه، ويدرك أنه من الخطر إبقاء بناته في هذه المدينة، فيأمرهن بتجهيز أنفسهنّ للعودة للوطن، تحلم (سانسا) بالعيش كالملكة مما يغضبها كثيراً فكرة العودة لـ"وينترفيل" بينما (آريا) أدركت أن لديها مستقبلاً مختلفاً بعد أن أخذت بضع دروسٍ في القتال بالسيف وسألت عما إذا كان بإمكانها تعلم المبارزة هناك؛ على كل حال، تحوم الشكوك في عقل (نيد) أن (جوفري) ليس ابناً لـ(روبرت) إذ أن جميع أجداد (روبرت) سود شعورهم إلا (جوفري) فهو ذو شعر أصفر. في قلعة "إيري" يحين موعد محاكمة (تيريون) فيطلب من (ليزا) أن يُحاكم بطريقة مبارزة، فإن انتصر هو يُحرر، وإن لم ينتصر يموت، فيقوم رجل يُدعى (برون) بالقتال نيابة عنه وتنتهي المعركة بانتصار (تيريون) وتحريره. وفي الجهة الأخرى من العالم، تصل غيرة (فايسرس) من أخته حداً كبيراً، فيذهب ويسرق بيوض التنانين ليهرب من القبيلة الهمجية، ولكنه لا يفلح؛ ولاحقاً يقوم بافتعال المشاكل، ورداً على ذلك يقوم (دروغو) بقتله وذلك بإذابة الحديد وسكبه فوق رأسه.                                                                             |              |                                |                |                                            |                    |                          |
| 7 | 7            | «إما تفوز أو تموت»             | دانيال ميناهان | ديفيد بينيوف، ودي. بي. وايس                | 29 مايو 2011       | 2.40                     |
| في شمال البلاد عند الحائط، يقوم (جون سنو) وأصحابه في جماعة الحرس الليلي بترديد وعودهم وأقسامهم التي إذا خالفوا أياً منها مصيرهم الموت. وفي القارة الشرقية، يدرك (دروغو) أن هناك مكيدة لتسميم زوجته (دينريس) فيغضب أشد الغضب ويقسم بأن بغزو "ويستروس" وقتل (روبرت) ويكون هو حاكم الممالك السبعة. أما في العاصمة، وهو الحدث الرئيسي في الحلقة. (نيد) يواجه (سيرسي) ويكتشف أن جميع أولادها هم أولاد حرام من أخيها (جايمي) وأن ابنه (بران) رآها هي و(جايمي) أثناء العلاقة الحميمية فقاموا بدفعه ليسقط، وأخبرها أنه سيخبر (روبرت) حالما يعود من الصيد؛ يعود (روبرت) من رحلته مصاب بجروح خطيرة إثر خنزير بري هاجمه، ويقوم بكتابتة وصيته وهي أن يحكم (نيد) البلاد حتى يكبر ابنه (جوفري) ثم ينتقل الحكم إليه. ثم يطلب (نيد) من (اللورد باليش) التعاون معه على طرد آل (لانستر) من المدينة كاشفاً له أن (جوفري) وبقية إخوته ليسوا من نسل (روبرت) مما يجعل الوريث الحقيقي للعرش هو (ستانس) الأخ الأصغر لـ(روبرت براثيون). وبعد أن تأكد (نيد) من جمع الحلفاء، يقدم (نيد) وبصحبته وصية (روبرت) إلى قاعة الحكم ويخبر (سيرسي) أنه من الأفضل لها أن تغادر المدينة، ليكتشف بذلك أن جميع الحلفاء الذين جمعهم هم بالحقيقة موالون لـ آل (لانستر) فقاموا بمهاجمته وقتل جنوده.                          |              |                                |                |                                            |                    |                          |
| 8 | 8            | «النهاية المدببة»              | دانيال ميناهان | جورج آر. آر مارتن                          | 5 يونيو 2011       | 2.72                     |
| يُعمم الخبر في "كينغ لاندينغ" أن (نيد ستارك) وعائلته خونة، فتحتجز (سانسا) لديهم وتطلب من الملك (جوفري) العفو الوصفح عن والدها، إلا أنه يُفاجئها بالرد بأن طلبها غير مستجاب وسينزل أشد العذاب بوالدها لكونه خائن، أما (آريا) فتهرب لوسط المدينة. (نيد) يُحبس في أبراج القلعة وهناك يأتيه (اللورد فاريس) الذي يكشف له أنه حليف له. على العموم، تصل أنباء احتجاز (نيد) لـ"ونترفيل"، فيبدأ ابنه البكر (روب ستارك) بجمع الحلفاء وإعلان الحرب ضد عائلة (لانستر). وفي أقصى الشمال، يتأهب الحرس الليلي لمواجهة الشرور القادمة من ما وراء الجدار. وفي هذه الأثناء يتقدم جيش الـ(دوثروكي) بقيادة (دروغو) للاستيلاء على العرش. |              |                                |                |                                            |                    |                          |
| 9 | 9            | «بايلور»                       | آلان تايلور    | ديفيد بينيوف، ودي. بي. وايس                | 12 يونيو 2011      | 2.66                     |
| تذهب (كاتلين) للتحالف مع (اللورد والدر) وليمنحها حق العبور من أرضه ليستطيعوا الوصول لأراضي آل (لانستر)، تحت شروط مفادها أن (روب) عليه أخذ ابنه (أوليفر) كمرافق شخصي، و(آريا) يجب أن تتزوج من ابنه (والدرن) وأخيراً عندما ينتهي القتال يجب على (روب) الزواج بإحدى بناته. وافق (روب) على مضض، وحرك جيوشه لخوض المعركة الأولى ضد آل (لانستر)، ولكنه جمع ألفي مقاتل فحسب، فقد كان هدفه الأساسي اختطاف (جايمي) وهذا ما حصل عليه. أثناء انتقال قبيلة الـ(دوثروكي) يموت (دروغو) متأثراً بجراحه، تُحاول (دينيرسي) علاجه بشتى الطرق ولكنها تفشل وسط خوف (دينيرس) عما سيؤول إليه الوضع بعد موته. لا شيء جديد عند الحائط الشمالي سوى قلق (جون سنو) المتزايد حول الهجوم القادم من ما وراء الجدار. وبالعودة إلى العاصمة "كينغ لاندينغ"، يحاول (نيد) حماية بناته فيعترف بأنه قام بخيانة الملك وتأليف قصةٍ من أجل الإطاحة به. ووسط صخب الجمهور يقوم (جوفري) بإعدام (نيد) ولا يكترث لتحذيرات والدته. |              |                                |                |                                            |                    |                          |
| 10 | 10           | «النار والدم»                  | آلان تايلور    | ديفيد بينيوف، ودي. بي. وايس                | 19 يونيو 2011      | 3.04                     |
| خبر إعدام (نيد ستارك) ينتشر بسرعة في جميع أنحاء الممالك السبعة مما يُغضب كل فرد من آل (ستارك). فينفصل الشمال عن الممالك السبع ويُعلنوا (روب) ملكاً عليهم وسط صيحات غضب وعلنوا كذلك الحرب على آل (لانستر). يصل الخبر أيضاً لـ(جون سنو) الذي يخطط للرحيل عن الحراسة الليلة والالتحاق بأخيه للانتقام لوالده، ولكن رفاقه الحراس يقنعونه بالبقاء والذهاب لرحلة استكشافية لما وراء الجدار. تبقى (سانسا) محتجزة في القلعة لا تستطيع المغادرة إذ أنه من المقرر أن تتزوج (جوفري) فور بلوغها، أما (آريا) فقد أخذها رجل من الحرس الليلي بوصية من (نيد) يجمع الرجال والأولاد اللذين تم التخلي عنهم او مرتكبي الجرائم ليذهب بهم إلى حرس الليل، وهناك تلتقي بالابن الغير الشرعي لـ(روبرت). تحاول (دينريس) شفاء زوجها بواسطة السحر وذلك ويُشفى بالفعل ولكنه يبقى في حالة غيبوبة لا يفقه شيئاً، لم تتحمل (دينريس) ذلك، فقامت بقتله ووضعته وسط أخشاب ليتم حرقه، ووضعت بيوض التناني عنده كذلك. وتبدأ بإشعال النار، وعندما تصل النار إلى ذروتها تقتحم (دينريس) النار. وفي الصباح اليوم التالي وسط الرماد، تقوم (دينريس) بدون ان تصاب بأذى محاطةً بثلاث تنانين حديثي الولادة. |              |                                |                |                                            |                    |                          |

## الاستقبال الجماهيري

### استقبال النُقّاد
بشكل عام، حظي المسلسل بإشادة من النقّاد حول العالم وأعُطي درجات عالية في التقييمات. ففي موقع ميتاكريتيك مثلاً حصل المسلسل في موسمه الأول على على درجة 79 من 100 على أساس 28 مُراجِعاً.

### نِسَب المُشاهدة
في العرض الأول للحلقة الأولى كانت نسبة المُشاهدة حوالي 2.2 مليون مُشاهد في الولايات المتحدة. كما بلغ عدد المشاهدين 5.4 مليون مشاهد حول العالم. وبحلول الحلقة الأخيرة وصل عدد المشاهدين عند العرض الأول إلى أكثر من 3 مليون مشاهد.
| الموسم | الموسم | رقم الحلقة | رقم الحلقة | رقم الحلقة | رقم الحلقة | رقم الحلقة | رقم الحلقة | رقم الحلقة | رقم الحلقة | رقم الحلقة | رقم الحلقة | المتوسط |
| الموسم | الموسم | 1          | 2          | 3          | 4          | 5          | 6          | 7          | 8          | 9          | 10         | المتوسط |
| ------ | ------ | ---------- | ---------- | ---------- | ---------- | ---------- | ---------- | ---------- | ---------- | ---------- | ---------- | ------- |
|        | 1      | 2.22       | 2.20       | 2.44       | 2.45       | 2.58       | 2.44       | 2.40       | 2.72       | 2.66       | 3.04       | 2.52    |
|        | 2      | 3.86       | 3.76       | 3.77       | 3.65       | 3.90       | 3.88       | 3.69       | 3.86       | 3.38       | 4.20       | 3.80    |
|        | 3      | 4.37       | 4.27       | 4.72       | 4.87       | 5.35       | 5.50       | 4.84       | 5.13       | 5.22       | 5.39       | 4.97    |
|        | 4      | 6.64       | 6.31       | 6.59       | 6.95       | 7.16       | 6.40       | 7.20       | 7.17       | 6.95       | 7.09       | 6.84    |
|        | 5      | 8.00       | 6.81       | 6.71       | 6.82       | 6.56       | 6.24       | 5.40       | 7.01       | 7.14       | 8.11       | 6.88    |
|        | 6      | 7.94       | 7.29       | 7.28       | 7.82       | 7.89       | 6.71       | 7.80       | 7.60       | 7.66       | 8.89       | 7.69    |
|        | 7      | 10.11      | 9.27       | 9.25       | 10.17      | 10.72      | 10.24      | 12.07      | غ/م        | غ/م        | غ/م        | 10.26   |
|        | 8      | 11.76      | 10.29      | 12.02      | 11.80      | 12.48      | 13.61      | غ/م        | غ/م        | غ/م        | غ/م        | 11.99   |

### الجوائز والترشيحات
رُشّح الموسم الأول لنيل ثلاثة عشر جائزة إيمي فاز باثنتين منها وهي: جائزة أفضل ممثل مُساعد نالها بيتر دنكليج عن تأديته دور تايرون لانستر، وجائزة أفضل افتتاحية، كما حاز بيتر أيضاً على جائزة غولدن غلوب وجائزة سكريم وجائزة ستالايت عن تأديته لهذا الدور.

## البث العالمي
بدأ عرض الموسم في الولايات المتحدة وكندا في 17 أبريل 2011 على قناة HBO. وعلى قناة Sky Atlantic في المملكة المتحدة في 18 أبريل 2011. ثم عرض على قناة Showcase الأسترالية في 17 يوليو 2011. وبدأ عرضه في البرازيل في 8 مايو 2011 على قناة HBO المحلية..

## إصدار أقراص الـDVD والـBlu-ray
صدر الموسم على أقراص DVD وBlu-ray في 6 مارس 2012. واحتوى القرص على خليفات ومشاهد ما وراء الكواليس، ولم يحتوي على مشاهد محذوفة حيث أن أغلب المشاهد المصوّرة عُرضت بدون حذف على التلفاز.

## روابط خارجية
- صراع العروش، الموسم 1 على موقع ميتاكريتيك (الإنجليزية)
- صراع العروش، الموسم 1 على موقع روتن توميتوز (الإنجليزية)